# 豊科郵便局
豊科郵便局（とよしなゆうびんきょく）は、長野県安曇野市豊科にある郵便局。民営化前の分類では集配普通郵便局であった。局番号は11020。安曇野市の主要な郵便局である。

## 所在地
〒399-8299 長野県安曇野市豊科5708-2

## 沿革
- 1879年（明治12年）3月16日 - 豊科ノ内成相新田郵便局（五等）として開設[1]。
- 1881年（明治14年）4月20日 - 為替・貯金取扱を開始。
- 1884年（明治17年） - 豊科村ノ内成相新田郵便局に改称。
- 1886年（明治19年）6月1日 - 豊科村成相新田郵便局に改称。
- 1888年（明治21年）12月12日 - 豊科郵便局に改称。
- 1892年（明治25年）3月1日 - 豊科郵便電信局となる。
- 1903年（明治36年）4月1日 - 通信官署官制の施行に伴い豊科郵便局となる。
- 1953年（昭和28年）4月1日 - 電気通信業務を豊科電報電話局に移管[2]。
- 1956年（昭和31年）11月1日 - 電話通話および和文電報受付事務の取扱を開始。
- 1958年（昭和33年）6月 - 局舎落成。
- 1966年（昭和41年）9月16日 - 特定郵便局から普通郵便局に局種別改定。
- 1999年（平成11年） - 外国通貨の両替および旅行小切手の売買に関する業務取扱を開始
- 2006年（平成18年）10月16日 - 安曇野市三郷明盛にある三郷（みさと）郵便局（〒399-8199→399-8101）から集配業務を移管[3]。
- 2007年（平成19年）10月1日 - 民営化に伴い、併設された郵便事業豊科支店に一部業務を移管。
- 2012年（平成24年）10月1日 - 日本郵便株式会社発足に伴い、郵便事業豊科支店を豊科郵便局に統合。

## 取扱内容
- 郵便、印紙、ゆうパック、内容証明
- 貯金、為替、振替、振込、国際送金、外貨両替・トラベラーズチェック、国債、投資信託
- 生命保険、バイク自賠責保険、自動車保険
- ゆうちょ銀行ATM
- 「399-81xx」区域（安曇野市（旧南安曇郡三郷村域））、「399-82xx」区域（安曇野市（旧南安曇郡豊科町域、旧南安曇郡堀金村域）、松本市（島内の一部））の集配業務
※なお、安曇野市の上記以外の地域（旧南安曇郡穂高町域、旧東筑摩郡明科町域）は穂高郵便局（安曇野市穂高）の管轄となっている。
- ゆうゆう窓口

## 周辺
- 安曇野市役所
- 安曇野警察署
- 豊科消防署
- 安曇野赤十字病院
- 豊科近代美術館
- 安曇野市豊科郷土博物館
- イオン豊科店

## アクセス
- JR大糸線 豊科駅から徒歩約7分
- 長野自動車道 安曇野ICから西へ約2km
- 駐車場あり：22台